# Wolany (województwo dolnośląskie)

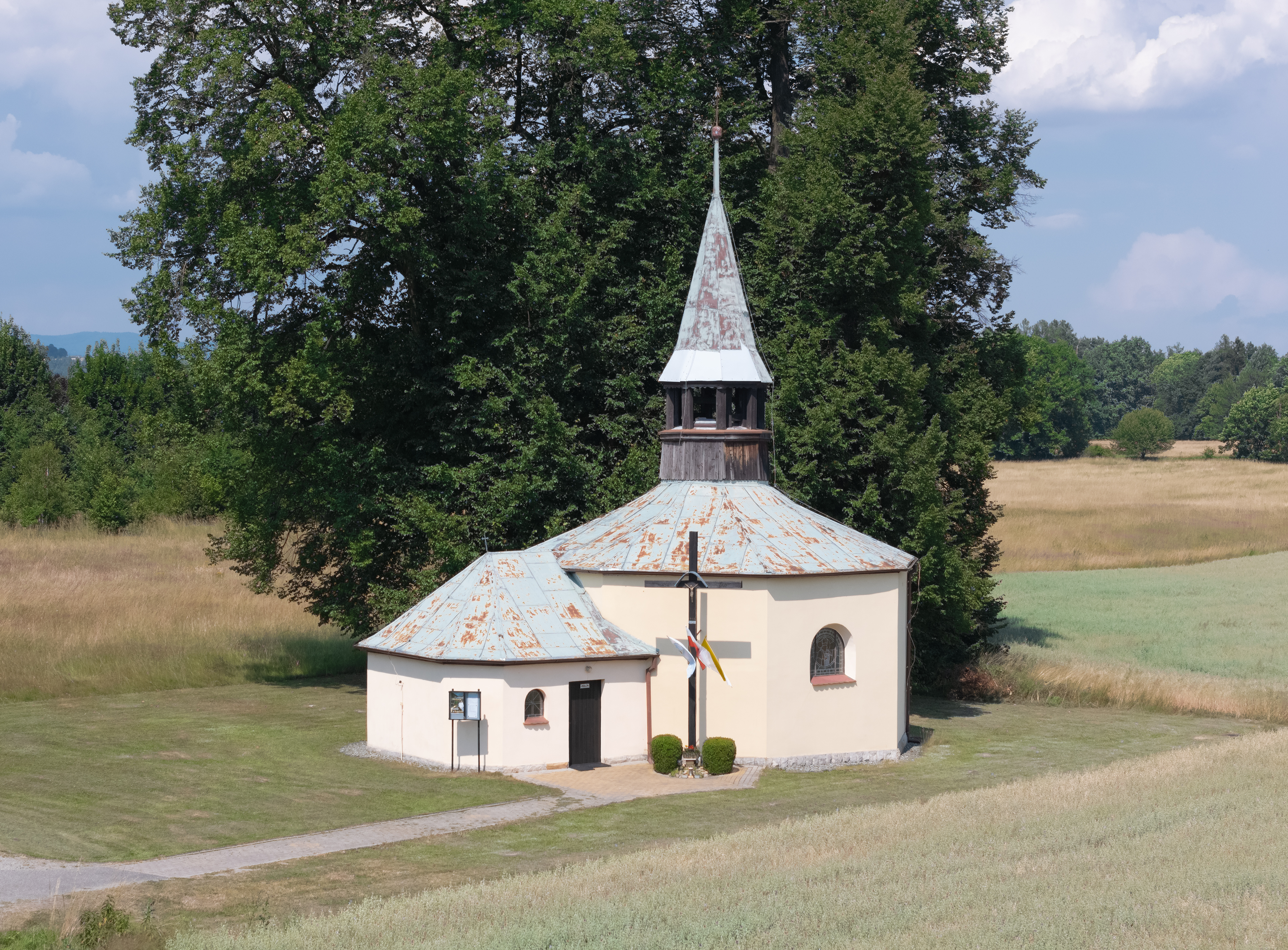
Kościół Matki Bożej Bolesnej w Wolanach

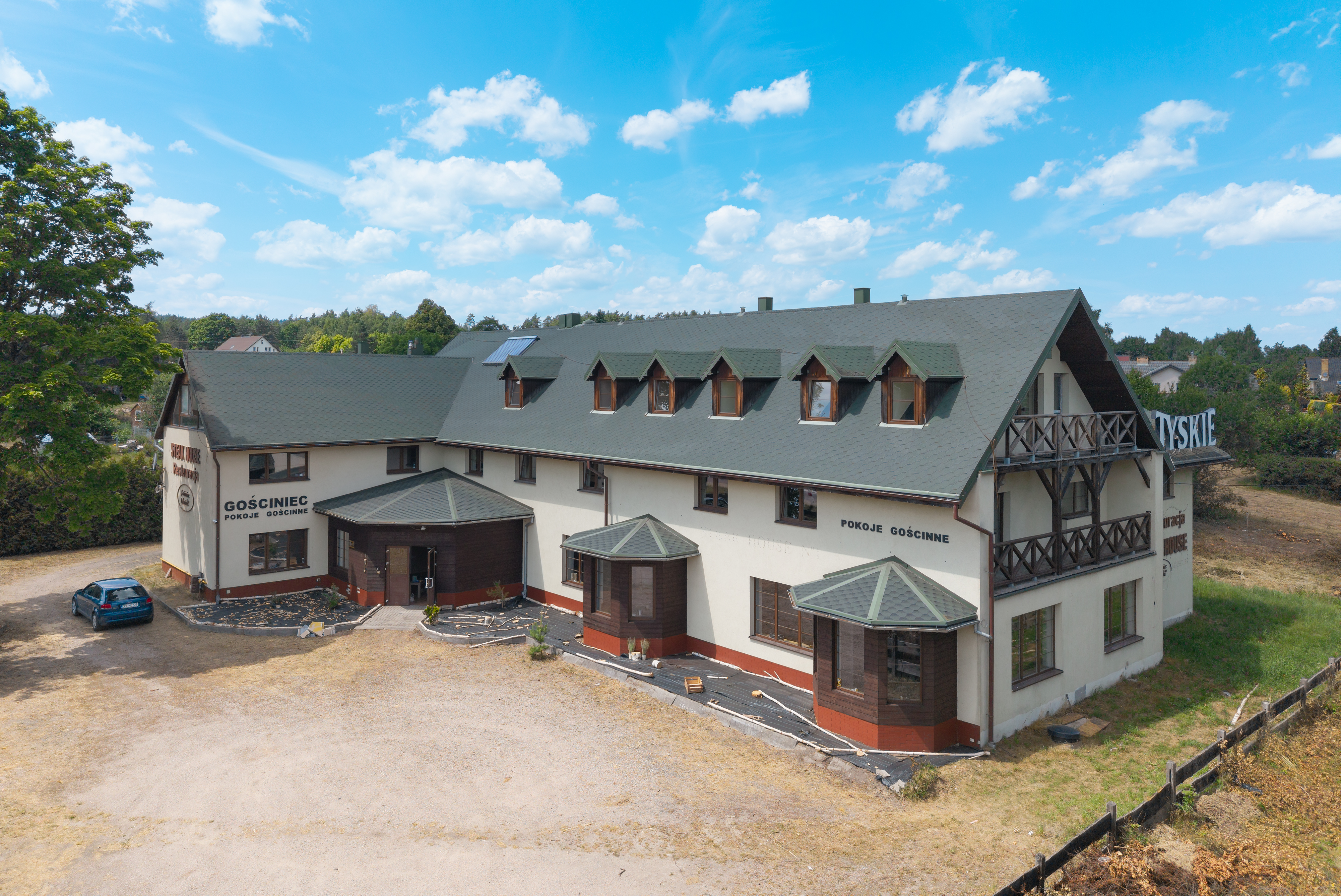
Pensjonat Gościniec w Wolanach

Wolany (niem. Wallisfurth) – wieś w Polsce położona w województwie dolnośląskim, w powiecie kłodzkim, w gminie Szczytna, w zachodniej części Kotliny Kłodzkiej.

## Położenie
Wolany to duża wieś łańcuchowa o długości około 3 km leżąca pomiędzy Szalejowem Górnym na południowym wschodzie i Niwą na północy, na wysokości około 340–370 m n.p.m.

## Podział administracyjny
W przeszłości do wsi należały przysiółki:
- Dziób (niem. Schnabelmühle)[6]
- Makoszyce (niem.  Rolling)[6]
- Męciszów (niem. Strassenhäuser)[6]
- Przysiodłki (niem. Schlosshof)[7]
- Ściegne (niem. Diebsteig)[8]
- Wolanki (niem. Neu Wallisfurth)[7]

Obecnie są to nazwy niestandaryzowane.
W latach 1975–1998 miejscowość należała administracyjnie do województwa wałbrzyskiego.

## Historia
Na terenie Wolan znaleziono rzymskie monety z około III wieku, co świadczy o wiodącym tędy szlaku handlowym – jednej z odnóg szlaku bursztynowego. Sama miejscowość została wymieniona w 1350 roku jako posag żony von Glubosa. Na początku XV wieku część wsi należała do kanoników regularnych z Kłodzka, którzy tworzyli tu alodium. Po wojnie trzydziestoletniej Wolany zostały własnością rodziny Wallisów. Ci wybudowali tu ogromną rezydencję, która spłonęła w 1827 roku. W roku 1840 miejscowość kupił hrabia von Falkenhausen, we wsi były wówczas: dwa folwarki, kilka młynów wodnych, tartak, gorzelnia, browar, olejarnia i wytwórnia octu. W roku 1855 Falkenhausenowie zbudowali nowy pałac, który uległ zniszczeniu w 1978 roku.

## Nazwa
Niemiecka nazwa miejscowości pochodzi od jej dawnego właściciela, cesarskiego feldmarszałka, hrabiego Georga Oliviera von Wallisa – potomka szlachty irlandzkiej. W roku 1735 za zezwoleniem cesarza zmieniono nazwę z Wernersdorf na Wallisfurth.

## Demografia
Według Narodowego Spisu Powszechnego (III 2011 r.) Wolany liczyły 646 mieszkańców. Są one największą miejscowością gminy Szczytna.

## Zabytki
Do wojewódzkiego rejestru zabytków wpisane są:
- Kościół Matki Bożej Bolesnej w Wolanach, z 1740 r.
- park, z 1730 r., zmiany w połowie XIX w.

zabytki nieistniejące:
- pałac – pierwszy pałac w 1735 r. zbudował Georg Olivier von Wallis. W 1783 r. od spadkobierców von Wallisa pałac oraz klucz stroński nabył Ludwig Wilhelm von Schlabrendorf, potem książę Wilhelm Aleksander von Schönaich-Carolath[10]. W roku 1798 majątek kupił książę Ludwik Wirtemberski. Tu w 1799 r. urodziła się druga z jego córek, Amelia Wirtemberska, której wnuczka Olga Konstantinowna Romanowa, wyszła za mąż za króla Grecji, Jerzego I. Syn Aleksander Wirtemberski był przodkiem królowej Elżbiety II[10]. Rezydencja ta spłonęła kompletnie w 1827 r. Od 1829 r. majątek znajdował się w rękach baronów von Falkenhausenów. W 1835 r. baron Konrad von Falkenhausen postawił nowy pałac z założeniem ogrodowym. Sam majątek był wzorcem nowoczesnego gospodarowania. Od 1907 r. należał do Friedricha von Martina z Rothenburga na Łużycach, potem do Wolfganga Sternberga, którego z uwagi na żydowskie pochodzenie zmuszono do wyjazdu z Niemiec[10]. W czasie II wojny światowej w pałacu i w majątku przebywała 350-osobowa grupa Luksemburczyków, przesiedlonych na Śląsk przez nazistów za odmowę współpracy[12]. Zapuszczony pałac wyburzono w kwietniu 1978 r. Na jego miejscu postawiono blok mieszkalny.

## Znane osoby związane z miejscowością
- Georg Olivier von Wallis – feldmarszałek austriacki,
- Ludwik Wirtemberski – generał, książę Wirtembergii
- Amelia Wirtemberska – córka Ludwika, urodzona w Wolanach, żona księcia Józefa Wettyna z Saksonii-Altenburga, protoplastka królów Grecji
- Maria Dorota Wirtemberska – córka Ludwika, księżniczka wirtemberska, arcyksiężna austriacka, w latach dziecięcych przebywała w pałacu w Wolanach w hrabstwie kłodzkim.